# 러시아 소비에트 연방 사회주의 공화국의 국장

러시아 소비에트 연방 사회주의 공화국의 국장 (1978년-1992년)

러시아 소비에트 연방 사회주의 공화국의 국장은 1918년 7월 10일에 제정되어 1993년까지 사용되었다.
국장 가운데에는 노란색 낫과 망치가 그려진 빨간색 방패가 그려져 있다. 낫과 망치 아래쪽에는 떠오르는 금색 태양이 그려져 있으며, 낫과 망치 위쪽에는 러시아 소비에트 연방 사회주의 공화국의 러시아어 약칭인 "РСФСР"가 쓰여져 있다.
방패 위쪽에는 빨간색 별이 그려져 있으며, 방패 양쪽을 밀 이삭이 감싸고 있다.
국장 양쪽의 밀 이삭을 빨간색 리본이 묶고 있으며, 빨간색 리본에는 소련의 나라 표어인 "만국의 노동자여, 단결하라!"("Пролетарии всех стран, соединяйтесь!")라는 문구가 러시아어로 쓰여져 있다.

## 이전의 국장

러시아 소비에트 연방 사회주의 공화국의 국장 (1918년-1920년)
러시아 소비에트 연방 사회주의 공화국의 국장 (1920년-1978년)

## 같이 보기
- 소련의 국장
- 러시아의 국장